# コンゴ共和国の国章
コンゴ共和国の国章（コンゴきょうわこくのこくしょう Coat of arms of the Republic of the Congo）は、1960年の独立に伴い制定されている。立ちあがった赤ライオンが、緑の帯を中央に持つ黄色の地の上に描かれた紋章である。シールドの上には金の王冠が描かれる。サポーターは2頭の象である。黄色のバナーには国のモットー「Unité, Travail, Progrès」（フランス語で団結、労働、前進）が書かれ、赤のバトンに渡されており、バトンはゾウを支えている。1970年から1991年までは別デザインのものが使われていた。

1970年から1991年まで（コンゴ人民共和国）の国章